# Alfred Jaquet

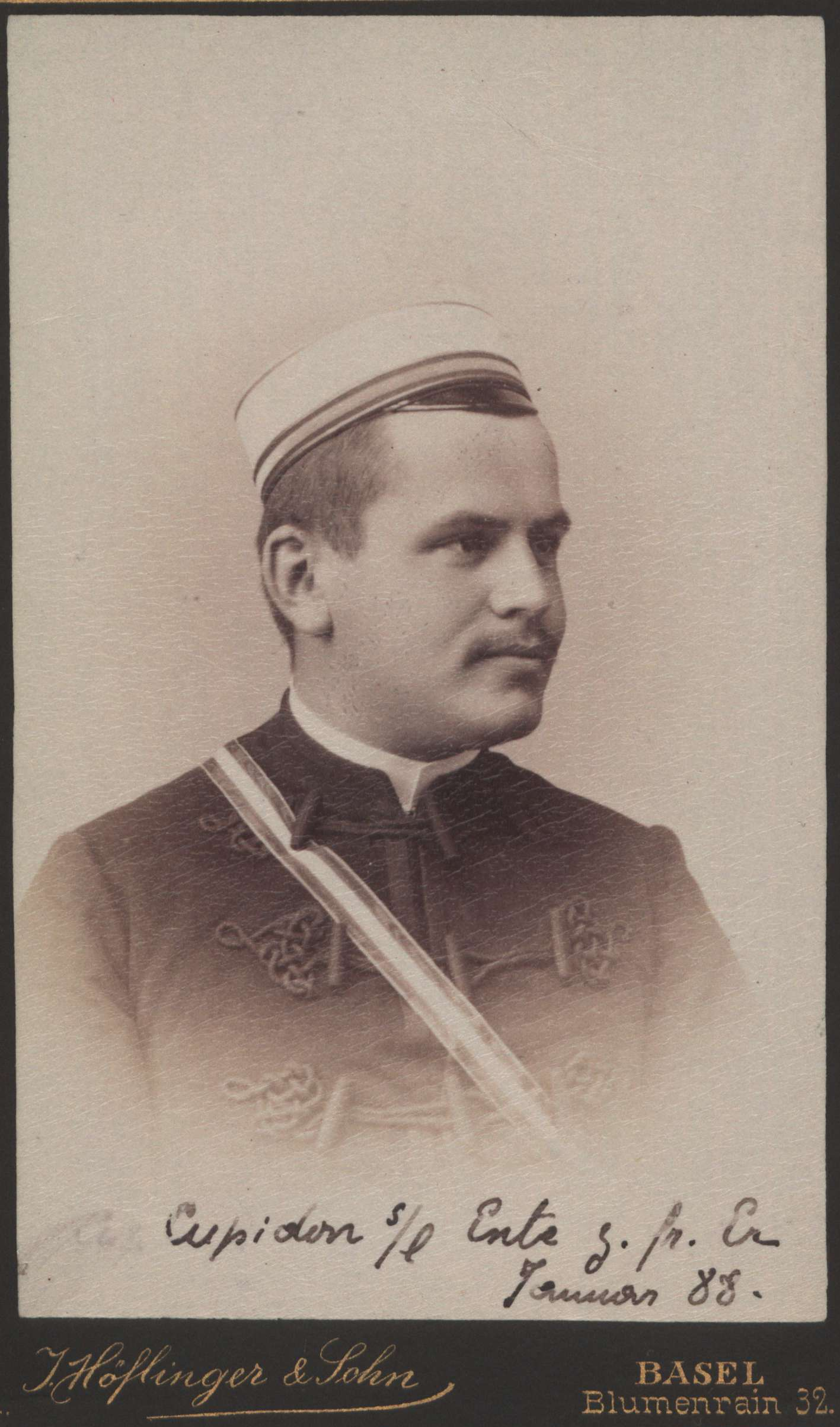
Alfred Jaquet (etwa 1888)

Jules Alfred Jaquet (* 31. Mai 1865 in Saint-Imier; † 28. April 1937 in Riehen) war ein Schweizer Pharmakologe.

## Familie
Er war ein Sohn des Uhrenfabrikanten James Jaquet und dessen Frau Catherine (geb. Sandherr). 1896 heiratete er Emmy (geb. Paravicini; 1868–1951), aus der Ehe gingen sechs Söhne hervor.

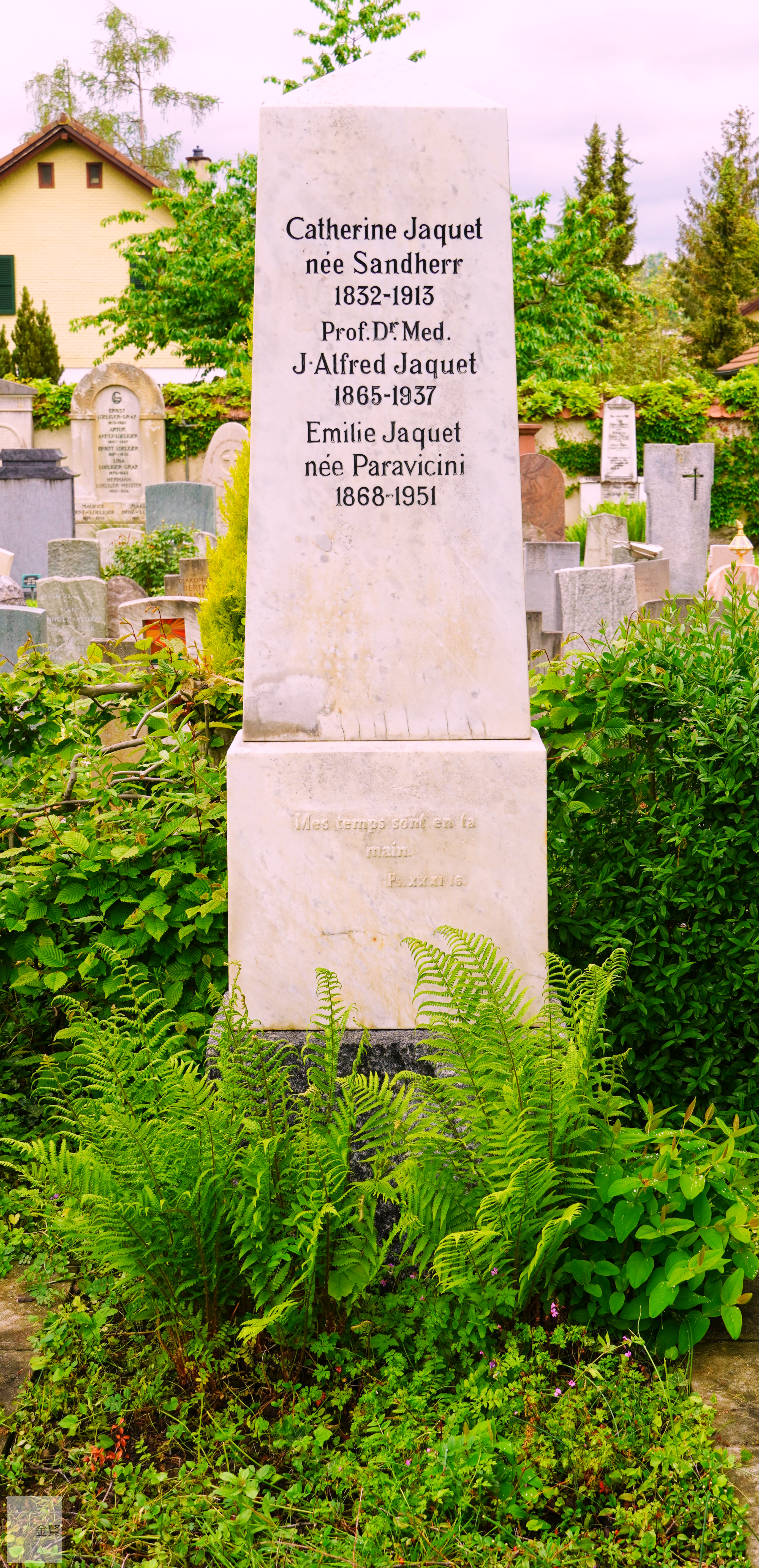
Grabstein von Alfred Jaquet-Paravicini in Riehen

Er wurde auf dem Gottesacker in Riehen beerdigt, zusammen mit seiner Mutter Catherine-Sandherr (1832–1913) und seiner Frau Emmy.

## Ausbildung und Beruf
Jaquet besuchte zunächst das Gymnasium und die physikalisch-chemische Akademie in Neuenburg und begann 1883 das Medizinstudium an der Universität Basel. Einige Semester studierte er auch in Tübingen. 1886 legte er das medizinische Staatsexamen in Basel ab. Noch während der Studienzeit führte er unter der Leitung des Biochemikers Gustav von Bunge eine Elementaranalyse des Hämoglobins beim Hund durch.
Ab 1888 arbeitete Jaquet als Assistent des Physiologen Friedrich Miescher am Physiologischen Institut der Universität Basel. Forschungsthemen waren hier vor allem Zellchemie und Zellatmung. 1890 beschäftigte er sich an der Universität Straßburg bei Friedrich von Recklinghausen mit pathologischer Anatomie und arbeitete anschliessend im Laboratorium von Oswald Schmiedeberg experimentalpathologisch bzw. pharmakologisch (Oxidationsvorgänge in Geweben). In diesen Fächern habilitierte er sich 1892 in Basel.
Bis 1895 war Jaquet als Assistenzarzt an der Medizinischen Klinik Basel bei Hermann Immermann tätig, machte 1895 eine Studienreise nach Paris und Wien und arbeitete bis 1902 als Oberarzt, Chef des Laboratoriums der Inneren Klinik und der Abteilung für Haut- und Geschlechtskrankheiten. 1898 erhielt Jaquet eine ausserordentliche Professur, 1902 wurde er zum ordentlichen Professor für Pharmakologie ernannt, eine Position, die er bis 1932 innehatte.
Neben der Lehrtätigkeit im pharmakologischen Fach arbeitete er 1902 bis 1906 in Basel auch privatärztlich.
Nach dem Tod des Vaters übernahm er dessen Uhrenfabrik und wandelte sie im Lauf der Zeit in eine Firma für wissenschaftliche Präzisionsmechanik um (James Jaquet AG, klinische und physiologische Apparate), für die er apparative Neukonstruktionen entwickelte. Zur gleichen Zeit gründete er in Riehen bei Basel die Privatklinik La Charmille für Herz- und Stoffwechselerkrankungen, die er bis zu seinem Tod leitete.

## Leistung
Jaquet war als Arzt vielseitig, ein genialer Konstrukteur wissenschaftlicher Apparate, Publizist und Pharmakologe. In seiner Habilitationsschrift (1892) benutzte Jaquet erstmals den Begriff Alkalireserve. Er stellte sich gegen die zeitgenössische doktrinäre Abstinenzbewegung (1894, 1896), gab pharmakologische Werke heraus (1898, 1902, 1926), führte höhenklimatische Forschungen durch (1897, 1904) und beschäftigte sich mit der physikalischen Therapie von Herz-Kreislauf-Erkrankungen (1919, 1920).
Als Konstrukteur entwickelte er zahlreiche graphische Registrierapparate: einen Cardiosphygmograph (1901), den Sphygmo-Chronograph (1902), den Polygraph und den Sphygmotonograph (1908), den Oscillotonograph (1922) sowie einen Respirationsapparat (1903). Alfred Jaquet stellte gleichzeitig mit Henri Vaquez ein Gerät zur Blutdruckmessung vor, das die Methode Riva-Roccis mit einer instrumentellen Palpation kombinierte und die graphische Registrierung von Puls- und Druckkurven erlaubte. Im Gegensatz zu Henri Vaquez, der eine Unterarmmanschette benutzte, die das Pulssignal in das Messgerät selbst zurückführte, verwendete Jaquet einen Pelotten-Pulsaufnehmer (Sphygmocardiograph), der direkt am Handgelenk angebracht war und dort über ein Hebelsystem Kurven auf berusstes Papier schrieb.
Als Publizist widmete sich Jaquet gegen Ende seines Lebens philosophisch-medizinischen und persönlichen Fragestellungen.
Seit 1888 wirkte Jaquet für das Correspondenzblatt für Schweizer Aerzte, seit 1893 als zweiter Redakteur und 1909 bis 1917 als Herausgeber. 1902 bis 1908 war er Schriftführer der Schweizerischen Ärztekommission.

## Schriften (Auswahl)
- Ueber die Wirkung mäßiger Säurezufuhr auf Kohlensäuremenge, Kohlensäurespannung und Alkaleszenz des Blutes. Ein Beitrag zur Theorie der Atmung. Basel 1892
- Der Cardio-Sphygmograph. Verh. d. Kongr. d. Inn. Med. 19 (1901) 579
- Zur Technik der graphischen Pulsregistrierung. Münchn Med Wochenschr 49 (1902) 62
- Sphygmotonograph. Ärztl Polytechnik 3 (1908) 45
- A mes fils, notes et souvenirs, Ein halbes Jahrhundert Medizin. Basel 1929
- Wissen und Glauben. 1933
- La médecine qui guérit et la médecine qui tue. 1936